# We make you
WE MAKE YOU es el álbum debut japonés de la boy band surcoreana Seventeen (banda), bajo Pledis Entertainment.

## Promoción
En marzo de 2018, Seventeen acudió a la grabación de "School of Lock" un programa de radio japonés, donde hablaron sobre su debut en Japón y mostraron a los radio-escuchas la canción  que prepararon, la grabación del  programa salió al aire en la primera semana de mayo de 2018.
Como parte de los preparativos para su debut, Seventeen abrió un "Museo Seventeen"  y un "Café Seventeen", ambos en Tokio. Seventeen aparece en la portada de la revista japonesa "Anan"  del 30 de mayo de 2018, en una edición especial que habla acerca de su debut en Japón.

## Lista de canciones
El álbum tiene un total de cinco canciones: una canción original en japonés y las versiones en japonés de cuatro canciones pre-existentes en los álbumes coreanos de Seventeen:
1. CALL CALL CALL
2. Highlight (versión japonesa)
3. Lean on me (versión japonesa)
4. 20 (versión japonesa)
5. Love letter (versión japonesa)

## CALL CALL CALL
"CALL CALL CALL" es la canción principal del álbum debut japonés. La canción, compuesta por Woozi y Bumzu, toma elementos típicos de una canción pop-rock japonesa: guitarras, sintetizadores, además del típico estilo funky pop de Seventeen.
La letra habla directamente al espectador. Los trece miembros de Seventeen toman parte en la canción: en la letra ofrecen su  ayuda, y piden que los llame (Call call call) en cualquier momento, pues irán corriendo a encontrarlo/a.

El video musical salió en las plataformas de videos el 16 de mayo de 2018, con anticipación al lanzamiento oficial del álbum japonés. 
El video toma referencias de las películas de gangs japonesas de los años 80's y 90's, se muestra a tres diferentes bandas/gangs (motociclistas, rockers y hombres de traje) que buscan tomar el teléfono primero para responder una llamada. Se intercalan secuencias de coreografía y escenas de motocicletas con efectos especiales. Tiene referencias a la película Kingsman. El diseño de producción estuvo a cargo de MU:E artwork

## Ligas externas
- CALL CALL CALL video oficial en YouTube.